# 8191 Mersenne
A 8191 Mersenne (ideiglenes jelöléssel 1993 OX9) a Naprendszer kisbolygóövében található aszteroida. Eric Walter Elst fedezte fel.